# فرانز باور
فرانز باور (بالإنجليزية: Franz Bauer) (و. 1758 – 1840 م) هو رسام نباتي ‏، ورسام توضيحي، ورسام، وفنان، وعالم نبات، من الإمبراطورية النمساوية، كان عضوًا في الجمعية الملكية، توفي في ريتشموند، لندن، عن عمر يناهز 82 عاماً.

## معرض صور

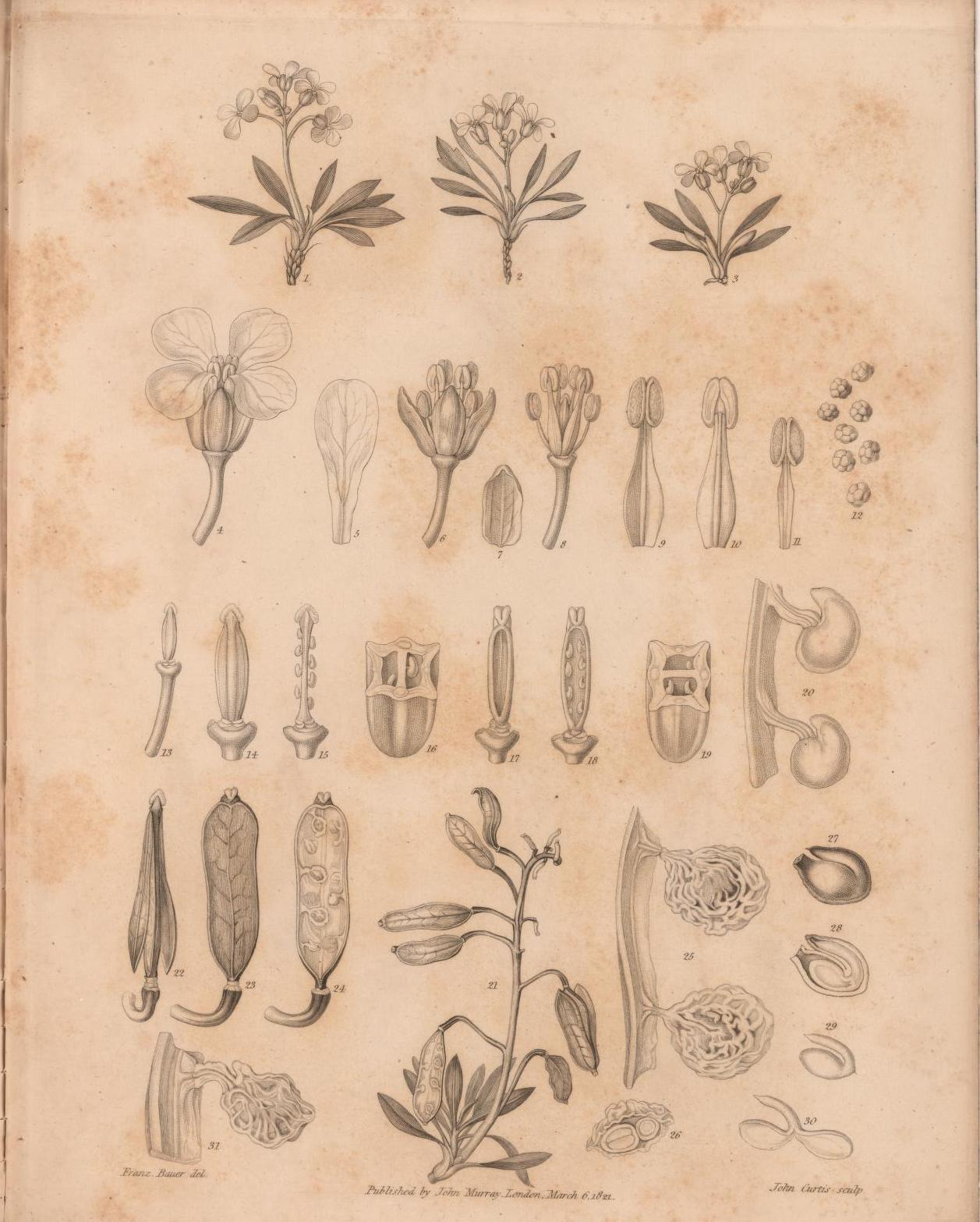
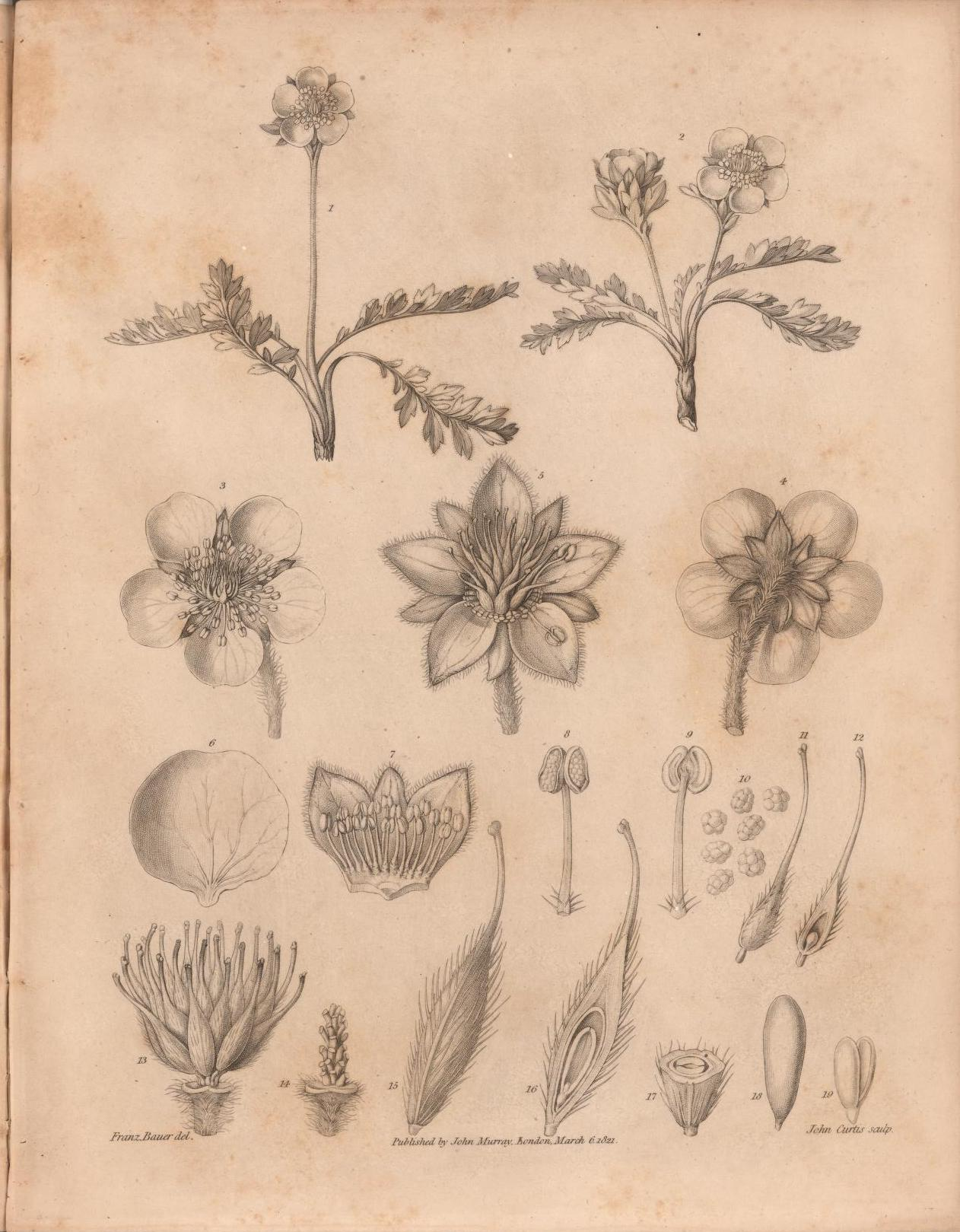
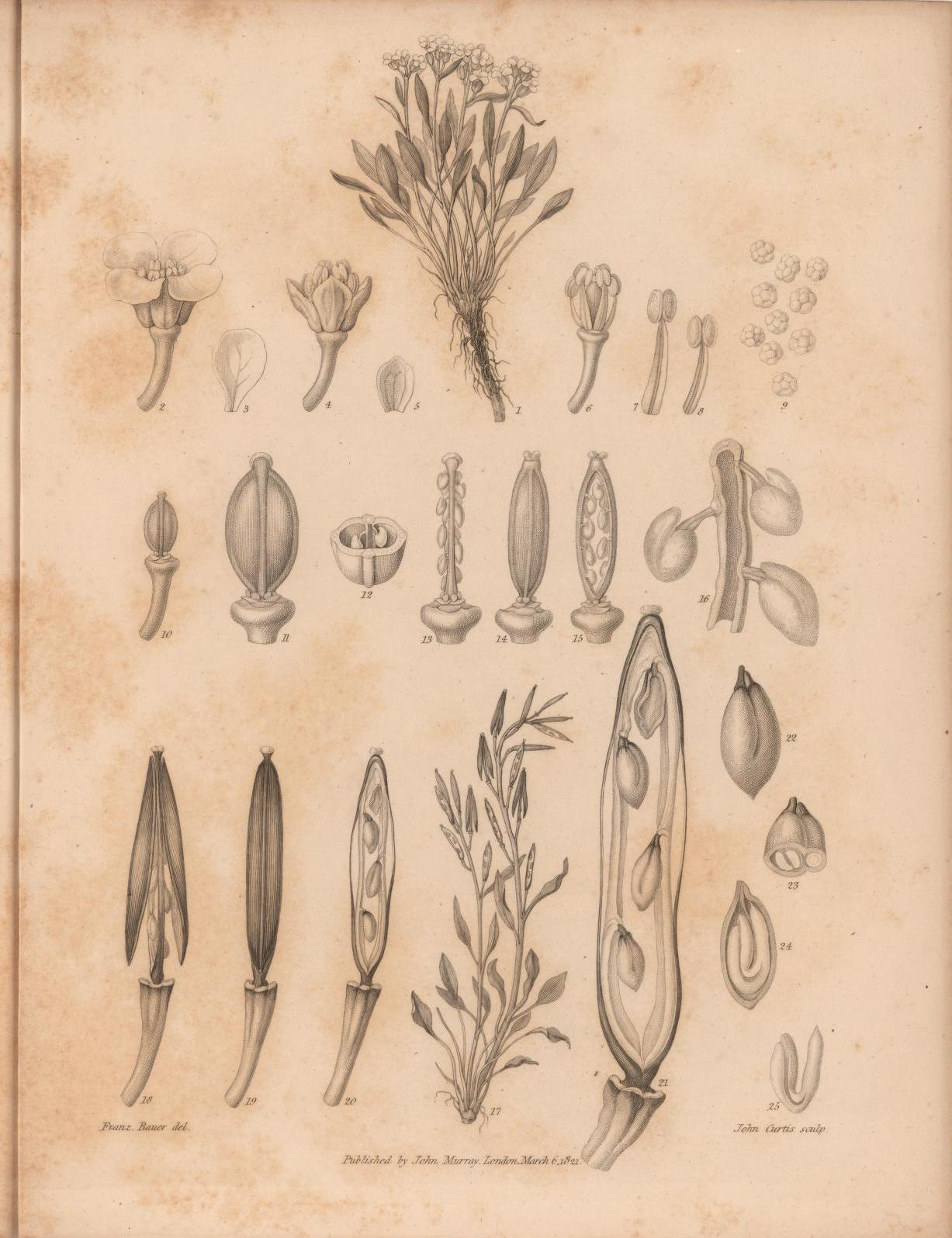
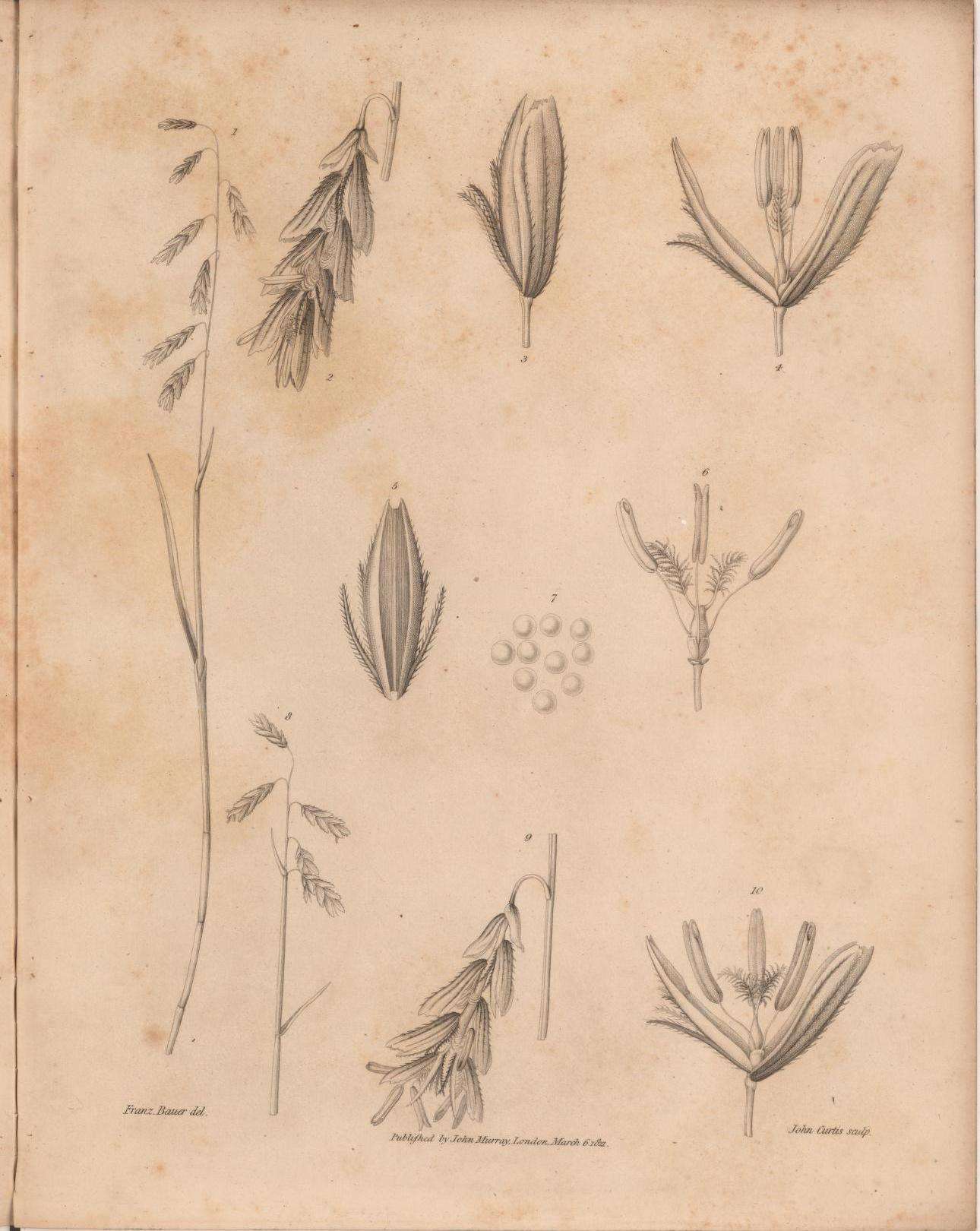

## جوائز
حصل على جوائز منها:
- زميل في الجمعية الملكية.